# Кебудрахенг
Кебудрахе́нг, или Кабудараха́нг, или Кабу́д Раха́нг, или Кабуда́р Аха́нг, или Кабудраха́нг, или Кабутараха́нг (перс. كبودراهنگ‎, азерб. Kəbudər Ahəng) — город на западе Ирана, в провинции Хамадан. Административный центр шахрестана Кебудрахенг. Седьмой по численности населения город провинции.

## География
Город находится в северной части Хамадана, в горной местности, на высоте 1 674 метров над уровнем моря.
Кебудрахенг расположен на расстоянии приблизительно 45 километров к северо-востоку от Хамадана, административного центра провинции и на расстоянии 235 километров к юго-западу от Тегерана, столицы страны.

## Население
На 2006 год население составляло 19 216 человек; в национальном составе преобладают азербайджанцы, в конфессиональном — мусульмане-шииты.